# Corvara in Badia
Pour les articles homonymes, voir Badia (homonymie).
Corvara in Badia (en allemand, Kurfar) est une commune italienne d'environ 1 400 habitants située dans la province autonome de Bolzano dans la région du Trentin-Haut-Adige dans le nord-est de l'Italie. Commune principale du val Badia, c'est également une station de ski faisant partie de Dolomiti Superski.

## Répartition des langues
Selon le recensement de 2011, la plupart des habitants ( %) parlent le ladine comme langue maternelle, 6,8 % parlent l'italien nativement et 3,5 % l'allemand.

## Géographie
La commune de Corvara est situé dans le sud du val Badia, au cœur des Dolomites. La zone municipale de 42,13 km2 comprend Corvara le Piz Boè (3 152 m), le Mur del Pisciadù Occidentale (2 465 m), ou encore le Sassongher (2 665 m). La municipalité est drainée par le Gadera.
Corvara est divisée en trois hameaux, qui ont presque grandi ensemble au cours du XXe siècle :
- Corvara (1 520 à 1 570 m), la capitale de la municipalité, au sud ;
- Pescosta (1 520 à 1 580 m) au nord ;
- Colfosco (1 610 à 1 690 m), au nord-ouest, hameau le plus élevé.

Corvara est accessible toute l'année par le nord, où la municipalité est limitrophe de Badia, via la route de la vallée qui commence dans le val Pusteria dans la région de Brunico. Il y a également deux routes de montagne vers Corvara, dont l'ouverture dépend de la neige : à l'ouest, le col Gardena relie la municipalité à Selva di Val Gardena, au sud se trouve le col de Campolongo forme une transition vers Arabba dans la province de Belluno.

### Communes limitrophes
Les communes limitrophes sont  Badia, Canazei, Livinallongo del Col di Lana, San Martino in Badia et Selva di Val Gardena.

## Administration
| Période                                  | Période  | Identité              | Étiquette | Qualité |
| ---------------------------------------- | -------- | --------------------- | --------- | ------- |
| 9 mai 2005                               | En cours | Francesco Pedratscher |           |         |
| Les données manquantes sont à compléter. |          |                       |           |         |